# Zespół Millarda-Gublera
Zespół Millarda-Gublera – (synonimy Zespół Gublera, zespół nerwów odwodzącego i twarzowego, porażenie połowicze naprzemienne dolne) – to porażenie nerwu odwodzącego i nerwu twarzowego oraz włókien drogi korowo-rdzeniowej powstałe wskutek zawału lub guzem mostu.
Charakteryzuje się porażeniem obwodowym nerwu twarzowego i odwodzącego po stronie ogniska chorobowego oraz przeciwstronnym porażeniem lub niedowładem połowiczym.

Przeczytaj ostrzeżenie dotyczące informacji medycznych i pokrewnych zamieszczonych w Wikipedii.